# Phobocampe bicingulata
Phobocampe bicingulata är en stekelart som först beskrevs av Johann Ludwig Christian Gravenhorst 1829.  Phobocampe bicingulata ingår i släktet Phobocampe och familjen brokparasitsteklar. Arten är reproducerande i Sverige.

## Underarter
Arten delas in i följande underarter:
- P. b. vernalis
- P. b. nipponensis